# Itazura Tenshi Chippo-chan
Itazura Tenshi Chippo-chan (japanisch いたずら天使チッポちゃん) ist eine Anime-Fernsehserie aus dem Jahr 1970. International ist die Comedy-Serie mit kurzen Geschichten über einen jungen, frechen Engel auf Erden auch unter dem englischen Titel Chippo the Mischievous Angel bekannt.

## Inhalt
Der freche, junge Engel Chippo-chan rutscht von einer Wolke, fällt aus dem Himmel und landet im Lebensmittelladen von Kataro Fujinos Eltern. Weil seine Flügel noch nicht ausgewachsen sind, kann der kleine Engel nicht zurück in den Himmel fliegen. Also bleibt er bei der Familie von Kataro und seiner Schwester Pinko und sorgt so für einige Unruhe. Denn als Engel hat er nie gelernt, wie die Menschenwelt funktioniert oder was Gefahr bedeutet, und gerät so in allerlei gefährliche Situationen und Unfälle.

## Produktion und Veröffentlichung
Die Serie entstand unter der Regie von Fumio Ikeno, Noboru Ishiguro und Takashi Aoki nach Drehbüchern von Keiji Kubota, Naoko Miyake, Noboru Ishiguro und Tomohiro Ando. Produziert wurde beim an den Sender Fuji TV angeschlossenen Fuji Television Enterprise und bei New World Pictures. Die Animationsarbeiten wurden geleitet von Shōzō Kubota und Tadao Wakabayashi. Die verantwortlichen Produzenten waren Seitaro Kodama und Yurika Hirao, die Musik komponierte Yuki Tamaki. Das gleiche Team hatte im Jahr zuvor bereits an der Serie Pinch to Punch gearbeitet, die von frechen Zwillingen erzählt und inhaltlich sehr ähnlich ist. Der Protagonist Chippo-chan wurde gesprochen von Nobue Ichitani, in weiteren Rollen sprachen Midori Kato und Nobuyo Oyama.
Die 240 je fünf Minuten langen Folgen wurden vom 30. März bis zum 31. Dezember 1970 von Montag bis Samstag zwischen 18:50 Uhr und 18:55 Uhr bei Fuji TV ausgestrahlt. Itazura Tenshi Chippo-chan löste auf dem Sendeplatz die inhaltlich sehr ähnliche Serie Pinch to Punch ab, ebenfalls eine Eigenproduktion von Fuji TV. Mit Abschluss von Chippo-chan endete auch die Eigenproduktion von Cel-Animationsserien durch Fuji TV. Die auf dem Sendeplatz nachfolgende Serie Kabatotto wurde beim Studio Tatsunoko Production in Auftrag gegeben.